# 林波缺鰭鯰
林波缺鰭鯰，為輻鰭魚綱鯰形目鯰科的其中一種，為熱帶淡水魚，分布於亞洲泰國至印尼淡水流域，體長可達26公分，棲息在底中層水域，以小魚、蝦及昆蟲為食，生活習性不明，可做為食用魚。

## 扩展阅读
維基物種上的相關：林波缺鰭鯰